# Klaus Florian Vogt
Klaus Florian Vogt est un ténor allemand né en 1970 à Heide, dans le Schleswig-Holstein. 

## Biographie
Il étudie d'abord le cor aux conservatoires de Hanovre et de Hambourg et entre comme premier cor à l'Orchestre philharmonique de Hambourg. C'est en parallèle qu'il étudie le chant au Conservatoire de musique de Lübeck auprès de Günter Binge.
En 1997, il rejoint la troupe de l'Opéra de Flensburg puis celle du Semperoper de Dresde de 1998 à 2003, sous la direction notamment de Giuseppe Sinopoli et sir Colin Davis. 
Il est remarqué dans le rôle de Florestan (Fidelio) à l'Opéra des Flandres en 2002. Son répertoire comprend des rôles comme Tamino (La Flûte enchantée) ou Matteo (Arabella) mais c'est dans les opéras wagnériens qu'il s'illustre particulièrement : Lohengrin (rôle-titre), Les Maîtres Chanteurs de Nuremberg (Walther von Stolzing), Parsifal  (rôle-titre), Le Vaisseau fantôme (Erik) ou encore L'Or du Rhin (Loge) à Liège en 2005.
En 2006, Klaus Florian Vogt fait ses débuts américains  au Metropolitan Opera de New York dans Lohengrin sous la direction de James Levine. 
En 2007, il chante Les Maîtres Chanteurs de Nuremberg à Bayreuth, dans la mise en scène controversée de Katharina Wagner.
En 2009, il fait ses débuts au Covent Garden de Londres, dans une nouvelle production de Lulu d'Alban Berg, puis il enchaîne avec une reprise de Die tote Stadt à l'Opéra de Vienne, et Lohengrin et Fidelio à Dresde.
En 2011, il chante Parsifal au Grand Théâtre du Liceu de Barcelone.